# Litchfield (Nebraska)
Litchfield é uma vila localizada no estado americano de Nebraska, no Condado de Sherman.

## Demografia
Segundo o censo americano de 2000, a sua população era de 280 habitantes.
Em 2006, foi estimada uma população de 257, um decréscimo de 23 (-8.2%).

## Censo 2010
A partir do censo [2] de 2010, havia 262 pessoas, 121 casas, e 78 famílias que residem na vila. A densidade populacional foi 873,3 habitantes por milha quadrada (337,2 / km 2). Havia 141 unidades de carcaça em uma densidade média de 470,0 por milha quadrada (181,5 km / 2). A composição racial da cidade é de 99,6% branca e 0,4% dos nativos americanos .
Havia 121 casas fora de que 23.1% tiveram as crianças sob a idade de 18 que vivem com eles, 52,1% eram pares casados vivendo junto, 8.3% tiveram um proprietário fêmea com nenhum presente do marido, 4,1% tinham um chefe de família do sexo masculino com nenhum presente esposa, e 35,5% eram não-famílias. 34,7% de todas as casas foram compostos dos indivíduos e 13.2% tidos alguém que vive sozinho quem era 65 anos de idade ou mais. O tamanho médio das famílias foi de 2,17 eo tamanho médio da família era 2.76.
A média de idade na aldeia era de 48,3 anos. 25,2% dos residentes eram menores de 18 anos; 2,6% estavam entre as idades de 18 e 24 e 17,6% eram 25-44; 31,7% 45-64, e 22,9% tinham 65 anos ou mais de idade. A composição de gênero da aldeia era do sexo masculino 45,4% e 54,6% do sexo feminino.

## Censo 2000
A partir do censo  de 2000, havia 280 pessoas, 124 casas, e 81 famílias que residem na vila. A densidade populacional foi 926,5 pessoas por milha quadrada (360.4/km ²). Havia 147 unidades de carcaça em uma densidade média de 486,4 por milha quadrada (189.2/km ²). A composição racial da cidade é de 100,00% Branco . Hispânico ou Latino de toda a raça eram 1,07% da população.
Havia 124 casas fora de que 26.6% tiveram as crianças sob a idade de 18 que vivem com eles, 55,6% eram pares casados vivendo junto, 5.6% tiveram um proprietário fêmea com nenhum presente do marido, e 33,9% eram não-famílias. 31,5% de todas as casas foram compostos dos indivíduos e 21.0% tidos alguém que vive sozinho quem era 65 anos de idade ou mais. O tamanho médio da casa era 2,26 eo tamanho médio da família era 2.79.
Na vila a população foi espalhada para fora com 23.2% sob a idade de 18 anos, 5,0% de 18 a 24, 25,7% de 25 a 44, 20,0% de 45 a 64, e de 26,1% quem eram 65 anos de idade ou mais. A idade média foi de 42 anos. Para cada 100 fêmeas havia 84,2 homens. Para cada idade do sexo feminino e mais de 18 100, havia 85,3 homens.
A partir de 2000, a renda mediana para uma casa na vila era $ 29.688, ea renda mediana para uma família era $ 31.806. Os machos tiveram uma renda mediana de $ 25.313 contra $ 16.042 para fêmeas. A renda per capita para a vila eram $ 12.986. Cerca de 10,8% das famílias e 18,2% da população estavam abaixo da linha da pobreza, incluindo 39,2% das pessoas com idade inferior a 18 e 6,5% dos 65 ou mais.

## Geografia
De acordo com o United States Census Bureau, a localidade tem uma área de 0,8 km², sem área coberta por água. Litchfield localiza-se a aproximadamente 660 m acima do nível do mar.

## Localidades na vizinhança
O diagrama seguinte representa as localidades num raio de 24 km ao redor de Litchfield.